# Anton Adner

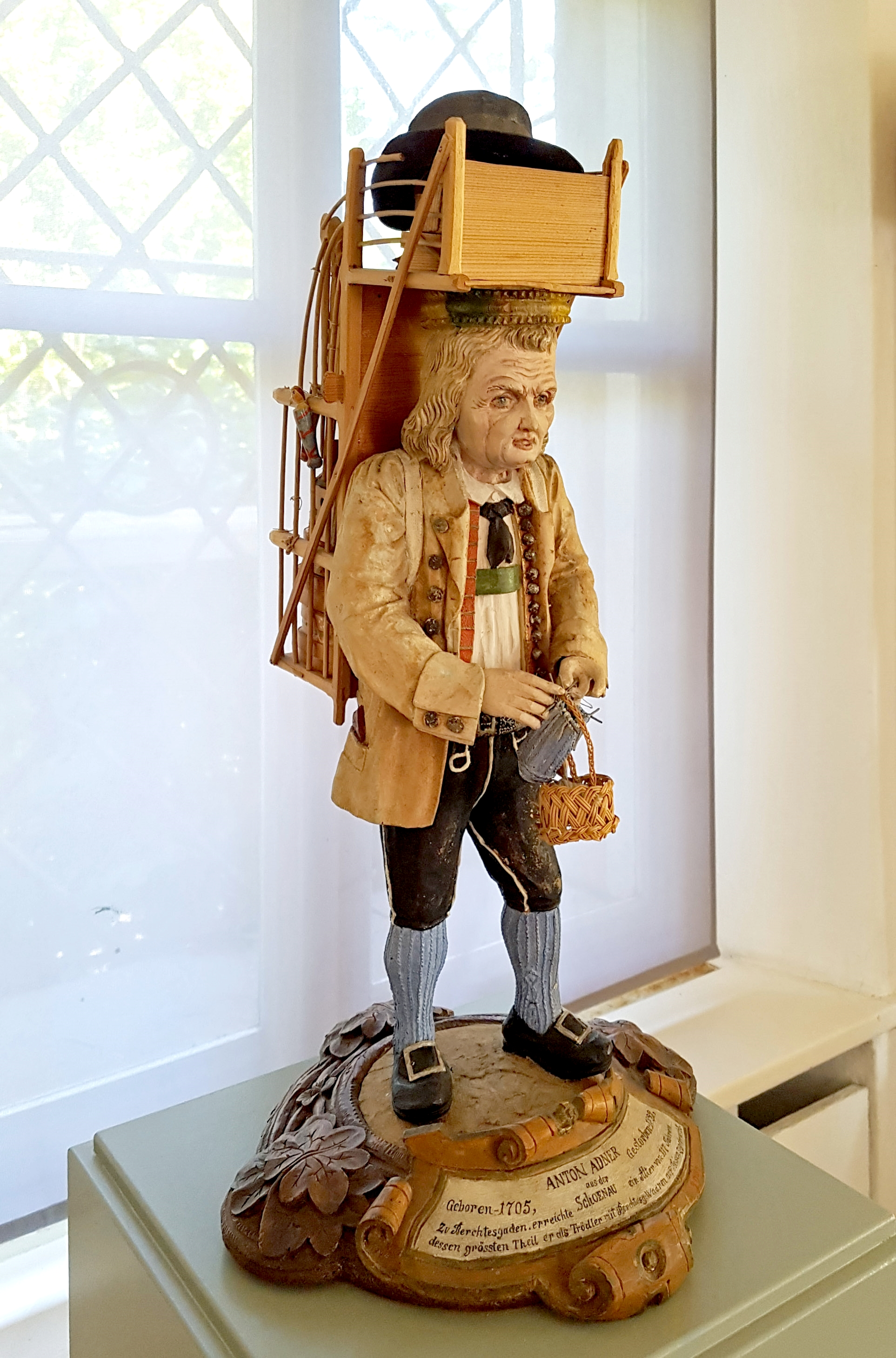
Anton Adner, geschnitzt von Jakob „Kusei“ Kurz, zweite Hälfte des 19. Jh.

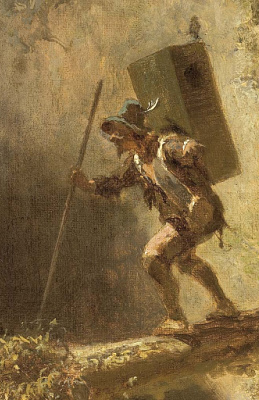
Anton Adner als Ganzfigur, gemalt von Carl Spitzweg: Der Kraxenträger in der Schlucht

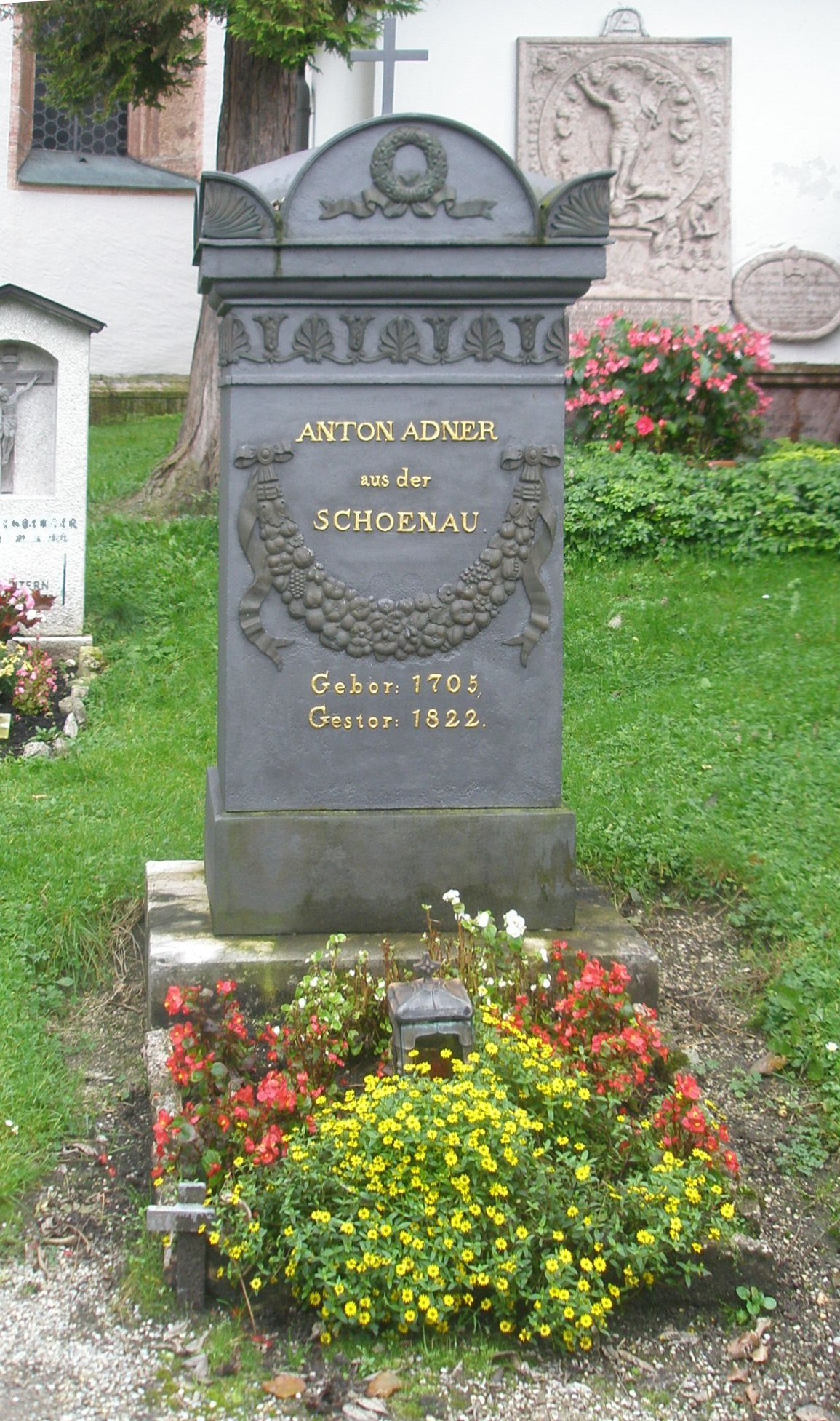
Ehrengrabmal von Anton Adner

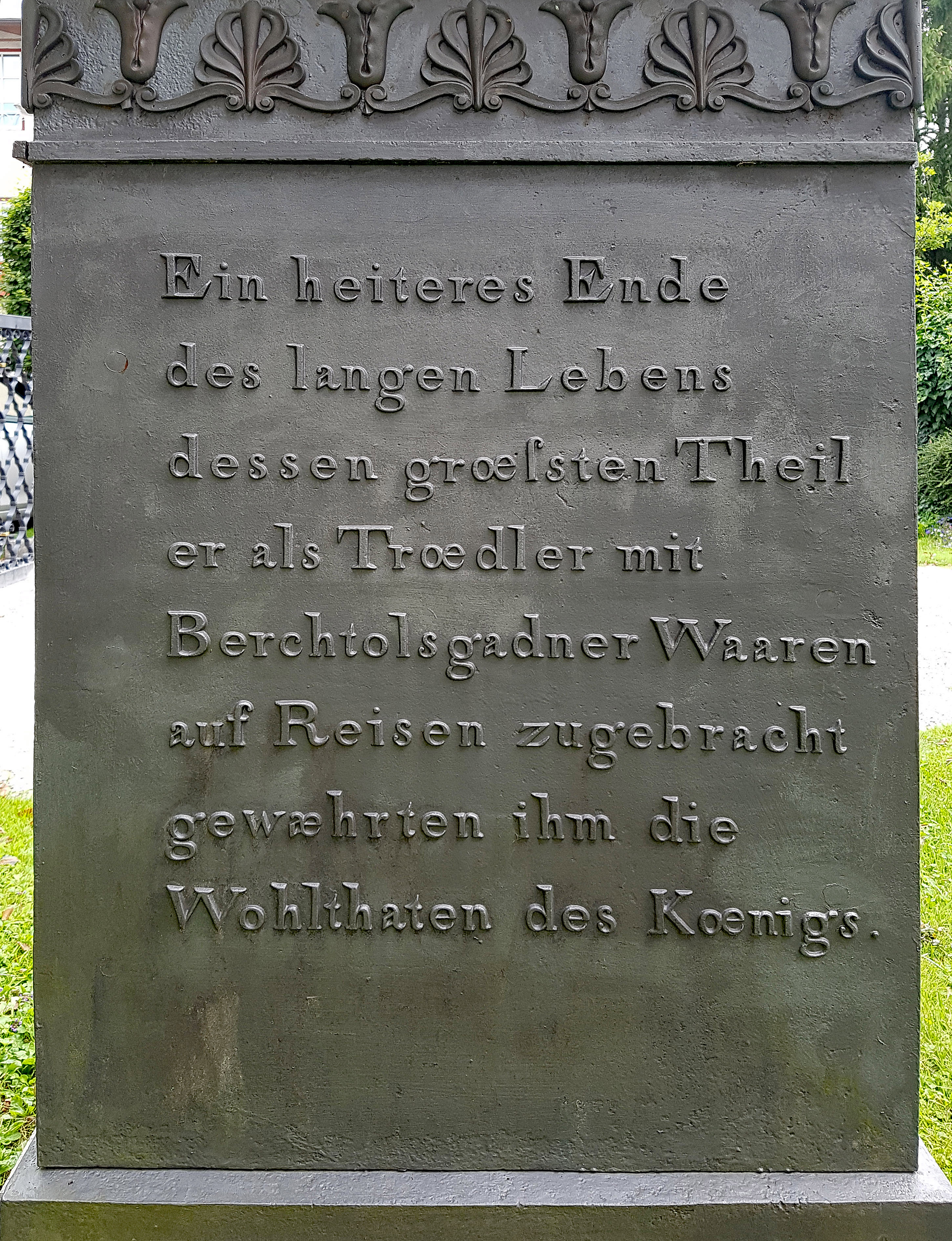
Rückseite des Grabmals mit Inschrift

Anton Adner (* angeblich 1705 bei Berchtesgaden, lt. Grabstein „aus der Schönau“; † 15. März 1822 ebenda) war ein Hausierer und mit 117 Jahren der älteste bekannte Bayer, weshalb König Maximilian I. ab 1817 persönlich für ihn sorgte.

## Leben und Bedeutung
Anton Adner fertigte und vertrieb bis ins hohe Alter Holzwaren (Berchtesgadener War). Diese Produkte und andere Handelswaren transportierte er zu Fuß, mit einer Kraxe, auch weit über das Berchtesgadener Land hinaus; er soll sogar selbst Kleidungsstücke zum Verkauf gestrickt haben.
1817 lernte der uralte, alleinstehende Hausierer den zur Eröffnung der Soleleitung zwischen Berchtesgaden und Bad Reichenhall anwesenden König Maximilian I. kennen. Daraufhin nahm der Greis 1818 und 1819 als „Apostel“ an der Hoffußwaschung in München teil und bestieg bei diesem Anlass am 9. April 1819 noch den Turm der Frauenkirche.
Adner lebte seit 1817 hauptsächlich von einer Leibrente König Maximilians, der auch seine ärztliche Versorgung sicherstellte, eine Pflegefamilie für ihn engagierte und sich in rührender Weise um den alten Mann kümmerte.
Das 1827 veröffentlichte Buch „Charakterzüge und Anekdoten als Bilder der Güte und Wohlthätigkeit aus dem Leben Maximilian Josephs I., Königs von Bayern“ schildert eingehend die Umstände von Anton Adners Zusammentreffen mit dem König und die sich hieraus entwickelnde Freundschaft: 

„Ein hoher Staatsbeamter, der durch mehrere Sendungen des Königs in diese Gauen mit den Bewohnern dieser Gebirge immer mehr vertraut geworden, entdeckte unter denselben ein altes Männchen von 112 Jahren namens Adner. Dieser merkwürdige Bewohner wurde auf der Hanauerschmiede in dem Gerichtsbezirke Berchtoldsgaden im Jahre 1705 geboren. Nachdem er früher sich dem Gewerbehandel mit Berchtoldsgadner-Waaren zu widmen begann, trug er noch in dem Alter von hundert Jahren zu Fuß hölzerne Fabrikarbeiten und Spielzeuge aus der Heimath mit dem beladenen Tragkorbe auf dem Rücken über die Berge nach Salzburg, der Schweiz, Tyrol, Steyermark, Oesterreich und Bayern. Seine weiße Kappe trug er bereits drei und dreißig, und seinen Rock fünf und fünfzig Jahre. Dieser Greis war der Mann, welchen jener Staatsbeamte besonders bei dem königlichen Feste der neuen Solenleitungseröffnung 1817 würdig der Aufmerksamkeit des Königs wählte. Der Mann mit seinen Silberhaaren, klein und mager von Gestalt, aber noch frisch und froh, ohne alle Stütze eines Stabes, nahte sich dem freundlich ihm zugewandten Könige, und schilderte seine Lebensart, sein Schicksal und seine Armuth dem überraschten Monarchen, der von Barmherzigkeit hingerissen ihm alsogleich eine Rolle Thaler überreichen ließ, versprechend, daß er seiner gedenken werde... Er übernahm noch während seiner Anwesenheit denselben in Seine Sorgfalt. Er geruhte zu verfügen, daß auf Kosten der königlichen Privatgelder von dem Zeitpunkte dieses Tages an eine eigene Aufsicht im Aufenthaltsorte, Nahrung, Pflege, Wart und Kleidung dieses Greises besorge und ihm nichts mangeln möge, was nur immer zu dessen Wohl, wie zur Erhaltung der frohen Laune beitragen könne... Den von dem Monarchen ihm geschenkten Hut zierte er auf der Stelle nach Landessitte mit Gemsbart und Gemsgeierfedern und vernahm alsbald, daß sein erhabenster Wohlthäter ihn auch für die Fußwaschung am Gründonnerstage in München unter die 12 Apostel des Landes gewählt habe.“

Über die Teilnahme an der Hoffußwaschung in München berichtet die gleiche Quelle:

„Als dieser feierliche Kirchenfesttag, an welchem der König, nach uralter Sitte der Regenten Bayerns, mit den zwölf ältesten armen Männern des Landes unter der feierlichsten Hof-Ceremonie im Jahre 1818 die Fußwaschung ebenfalls unternahm, herannahte, ließ er schon frühe genug den Alten von Berchtoldsgaden auf königliche Kosten abholen und da der Weg von diesem Grenzgebirge bis zur Residenz ziemlich weit ist, in langsamen fünf Reisestationen in einer bequemen Chaise nach München führen... Im hundertdreizehnten Lebensjahre schritt der alte Gebirgsmann mit seinen andern eilf Mitgenossen nach Hof und zur Kirche mit einer Munterkeit und Raschheit, als wenn er ein Jüngling unter den Andern wäre. Während seines Aufenthaltes wanderte er froh und guten Muthes durch die Straßen, sah den Wachparaden zu, und ging sogar einmal auf Einladung des Königs in das Hoftheater, wo er, das erstemal in seinem Leben ein Theater sehend, sich ganz sonderbar verwunderte. Alle Jahre bei dem Apostelfeste ward derselbe mit gleicher Gnade von dem Könige empfangen....“

Das Buch hält auch Anton Adners Todesumstände fest: 

„Im Jahre 1820 sah er zum letztenmal den König, seinen Wohlthäter, in Berchtoldsgaden. Die Kräfte erlagen endlich der Macht der Natur und dem Willen des Herrn. Als er in dem Winter 1822 nach seiner täglichen Gewohnheit zur Kirche ging, sank er unter einem plötzlichen Schwindel zu Boden. Geliebt und geachtet von allen Bewohnern, erhielt er sogleich alle Hülfe und allen Beistand. Ungeachtet der kennbarsten Symptome der Brustwassersucht war der Kranke stets heiterer Laune und sprach oft mit Rührung von dem Könige, welcher ihm erst vor Kurzem zum Geschenk ein Tischzeug und schönes Messerbesteck geschickt hatte. Als er nach einem Monat das Nahen seines Lebensendes fühlte, erhob er sich noch vom Lager und betete mit Andacht in Gegenwart der Umstehenden für den König und Sein Haus, dann dankte er mit rührenden Worten und unter Thränen Höchstdemselben für die ihm erwiesenen gütigen Wohlthaten, nahm endlich von allen seinen Freunden und den Anwesenden Abschied, und sah der Sterbestunde entgegen, die ihn auch nach einer Krankheit von 21 Tagen zu Gott seinem Herrn rief, im hundert siebenzehnten Jahre seines Lebens. Nicht nur Berchtoldsgaden, sondern weithin in den Hütten der Gebirge und Thäler bedauerte jeder den Verlust des Nettesten seiner Mitbürger, daher war auch die Begräbnißfeier ganz außergewöhnlich. Nicht nur die gesammte Geistlichkeit, alle Beamte und Gemeindevorsteher, sondern auch die Aeltesten der Gemeinden nebst Tausenden der Bewohner aus den Gebirgen und Alpen begleiteten die Leiche zum Grabe und wohnten andern Tages dem Seelenamte bei. Selbst die Kinder beweinten ihn, denn er wurde unter ihnen selbst zum Kinde, scherzte mit ihnen und hatte immer Kinder auf seinen Spaziergängen um sich.....“

König Maximilian I. verordnete, dass die Hinterlassenschaft Adners an die Armen des Ortes aufgeteilt werden solle, und beschenkte das Ehepaar Zechmeister, das ihn in seinem Auftrag gepflegt hatte, mit einem kostbaren Smaragd-Ring (für die Frau) bzw. einem massiv silbernen Messerbesteck, den königlichen Namenszug nebst Wappen tragend (für den Mann).
Auch verfügte der Monarch, dass Anton Adner ein schönes Grabdenkmal erhalten sollte, das sein Sohn, König Ludwig I. später ausführen ließ. Die Inschrift lautete: „Ein heiteres Ende des langen Lebens, dessen größten Theil er als Trödler mit Berchtoldsgadener Waaren auf Reisen zugebracht, gewährten ihm die Wohltaten des Königs“. Das durch königliche Gunst geschaffene gusseiserne Grabmal ziert bis heute den Alten Friedhof neben der Franziskanerkirche in Berchtesgaden und steht gleich rechts hinter dem Haupteingang.
Carl Spitzweg, der Adner als Junge noch kannte, hat ihn in einem seiner berühmtesten Bilder Der Kraxenträger in der Schlucht verewigt. Johann Christoph Erhard porträtierte den 113-jährigen Adner am 24. August 1818 in dessen Berchtesgadener Zimmer. Die Bleistiftzeichnung gelangte an Johann David Passavant und wird heute in der Graphischen Sammlung des Städel Museums bewahrt. Im Berchtesgadener Heimatmuseum im Schloss Adelsheim gibt es eine Darstellung von Anton Adner als Holzfigur, geschnitzt von Jakob „Kusei“ Kurz in der zweiten Hälfte des 19. Jahrhunderts.